# Convento de las Salesas Reales (Valladolid)
El convento de Las Salesas, también denominado casa de los Mudarra, o palacio de los Mudarra es un convento de la ciudad española de Valladolid, en Castilla y León.

## Historia
En un principio, fue ordenado levantar por Antonio de Mudarra, deán de la catedral de Palencia, y hacia 1550 aparece documentado como propiedad del regidor Diego de Mudarra, cuyos escudos de armas se encuentran en la portada.
Fue comprado en 1888 mediante una subasta a Clotilde Arellano y Orduña, por la congregación vallisoletana de Las Salesas, que fue fundada en 1860 por María Manuela Peguera y Pedrolo, baronesa de Rocafort, tras intentar la fundación en Barcelona por faltar de los apoyos necesarios, y la petición del canónigo de la catedral de Valladolid, José Rubio, para que se fundara en Valladolid, y pasar por el monasterio de Santa Clara, el convento de las Comendadoras de Santa Cruz, el convento de las Huelgas Reales y un edificio situado en el Prado de la Magdalena, que por su mala construcción y su proximidad al Esgueva presentaba graves problemas de humedades. En 1907 se amplió por el arquitecto Teodosio de Torres, con unos terrenos colindantes que en su día fueron de la derribada Casa de Colón, con una obra de dos plantas.